# László Horváth (piłkarz)
László Horváth (ur. 3 września 1901 w Sándorfalvie, zm. 3 lipca 1981 w Budapeszcie) – węgierski piłkarz występujący na pozycji napastnika, reprezentant Węgier.

## Kariera klubowa
Karierę seniorską rozpoczął w 1921 roku w klubie III. Kerületi TVE z Budapesztu. W latach 1924–1925 występował w czechosłowackim zespole Makkabi Brno. W sezonie 1925/26 grał ponownie w III. Kerületi TVE. Z 21 bramkami zajął 2. miejsce w klasyfikacji najskuteczniejszych strzelców Nemzeti Bajnokság I, plasując się za Józsefem Takácsem (29 goli). Jesienią 1926 roku zaliczył krótki epizod w Ferencvárosi TC (3 mecze, 1 gol), po czym powrócił do III. Kerületi. W sezonie 1926/27 z 14 bramkami wywalczył tytuł króla strzelców węgierskiej ekstraklasy.

## Kariera reprezentacyjna
20 sierpnia 1926 rozegrał jedyny mecz w reprezentacji Węgier w wygranym 4:1 meczu towarzyskim przeciwko Polsce w Budapeszcie, w którym zdobył bramkę.

## Sukcesy
- król strzelców Nemzeti Bajnokság I: 1926/27 (14 goli)